# شهرستان خودمختار چاپچال شیبه
شهرستان خودمختار چاپچال شیبه (به شیبه: ᠴᠠᠪᠴᠠᠯ ᠰᡞᠪᡝ ᠪᡝᠶᡝ ᡩᠠᠰᠠᡢᡤᠠ ᠰᡞᠶᠠᠨ، نوشته‌گردانی به لاتین: Cabcal Sibe dzijysiyan)(به اویغوری: چاپچال شىبە ئاپتونوم ناھىيىسى، به قزاقی: شاپشال سىبە اۆتونوميالىق اۋدانى)(به چینی: 察布查尔锡伯自治县، به پین‌یین: Chábùchá'ěr Xībó Zìzhìxiàn) یک شهرستان خودمختار در چین است که در ولایت خودمختار ایلی قزاق واقع شده‌است.
این منطقه خودمختار برای مردم شیبه تاسیس شده است. مردم شیبه، مردمی تونگوزی-زبان می باشند، که اصالتا در شمالشرق چین در استان جیلین می زیستند. 
در سال ۱۷۶۴ میلادی، شیبهٔ منطقهٔ چیچیهار علیه دودمان چینگ قیام کردند، و پس از شکست قیام آنها، ۱۸٬۰۰۰ نفر از مردم شیبه، به دستور امپراتور چیان‌لونگ، به منطقهٔ رود ایلی در نقطهٔ دورافتادهٔ غرب چین تبعید کردند. 
در سال ۱۹۵۴ میلادی، شهرستان نینگشی به منطقه خودمختار چاپچال شیبه ارتقاء یافت.

## جمعیت
| ترکیب قومیتی شهرستان خودمختار چاپچال شیبه | ترکیب قومیتی شهرستان خودمختار چاپچال شیبه | ترکیب قومیتی شهرستان خودمختار چاپچال شیبه | ترکیب قومیتی شهرستان خودمختار چاپچال شیبه | ترکیب قومیتی شهرستان خودمختار چاپچال شیبه |
| ----------------------------------------- | ----------------------------------------- | ----------------------------------------- | ----------------------------------------- | ----------------------------------------- |
| قومیت                                     | قومیت                                     |                                           | درصد                                      | درصد                                      |
| هان                                       | هان                                       |                                           | ۳۲٫۳٪                                     | ۳۲٫۳٪                                     |
| اویغور                                    | اویغور                                    |                                           | ۲۹٫۶٪                                     | ۲۹٫۶٪                                     |
| قزاق                                      | قزاق                                      |                                           | ۲۰٫۶٪                                     | ۲۰٫۶٪                                     |
| شیبه                                      | شیبه                                      |                                           | ۱۰٫۳٪                                     | ۱۰٫۳٪                                     |
| هوئی                                      | هوئی                                      |                                           | ۵٫۶٪                                      | ۵٫۶٪                                      |
| قرقیز                                     | قرقیز                                     |                                           | ۰٫۲٪                                      | ۰٫۲٪                                      |
| مغول                                      | مغول                                      |                                           | ۰٫۱٪                                      | ۰٫۱٪                                      |
| ازبک                                      | ازبک                                      |                                           | ۰٫۱٪                                      | ۰٫۱٪                                      |
| سایر                                      | سایر                                      |                                           | ۱٫۲٪                                      | ۱٫۲٪                                      |
| منبع سرشماری جمعیت :                      |                                           |                                           |                                           |                                           |